# Số nguyên (khoa học máy tính)
Trong khoa học máy tính, một số nguyên (tiếng Anh: integer) là một dữ liệu của kiểu dữ liệu nguyên, một kiểu dữ liệu đại diện cho tập con hữu hạn của các số nguyên toán học. Các kiểu dữ liệu nguyên có thể có kích thước khác nhau và có thể hoặc không được phép chứa giá trị âm. Các số nguyên thường được biểu diễn trong máy tính như một nhóm các chữ số nhị phân (bit). Kích thước của nhóm thay đổi do đó tập hợp các số nguyên có sẵn thay đổi giữa các loại máy tính khác nhau. Phần cứng máy tính, bao gồm cả máy ảo, hầu như luôn luôn cung cấp cách thể hiện một thanh ghi xử lý hay địa chỉ vùng nhớ như một số nguyên.

## Giá trị và cách thể hiện
Giá trị của một mục với kiểu nguyên là một số nguyên toán học tương ứng với nó. Kiểu nguyên có thể là không dấu (unsigned) (chỉ để biểu diễn số nguyên không âm) hay có dấu (signed) (có thể biểu diễn số nguyên âm).